# Eduardo Abaroa
Le colonel Eduardo Abaroa (13 octobre 1838 - 23 mars 1879) est l'un des rares héros boliviens de la guerre du Pacifique qui opposa le Chili à une alliance boliviano-péruvienne à la fin du XIXe siècle.
Ingénieur de formation, Abaroa est intégré à un petit détachement de défense du pont sur la rivière Topater lors de l'attaque chilienne sur Calama, le 23 mars 1879. Mal équipées et constituées d'un assemblage hétéroclite de civils et de quelques militaires, les défenses de la ville sont rapidement dispersées par les troupes chiliennes. Seuls résistent une poignée d'hommes menés par le colonel.
L'essentiel de la bataille étant terminé, le colonel Villagran, commandant les troupes chiliennes (plus de 500 hommes), offre à son adversaire de se rendre :

« - Abaroa, Rendez-vous !

- Se rendre ? C'est à votre grand-mère de se rendre, bordel de merde ! »

Paroles qui consacrèrent la gloire posthume du colonel. Villagran fit donner le mortier, et le héros bolivien fut tué sur le coup, plusieurs de ses hommes étant également blessés.
En 1952, lors du 73e anniversaire de sa mort, le gouvernement bolivien fit rapatrier le corps d'Abaroa pour l'enterrer avec les honneurs sur la place de la capitale qui porte désormais son nom, et ce devant une assistance de plusieurs dizaines de milliers de personnes. La place Abaroa, sise à La Paz, comporte également une large statue en bronze du martyr national dans une posture de défi, telle qu'il aurait pu avoir au moment de sa mort. La province d'Eduardo Avaroa est également nommée en son honneur, de même que la Réserve nationale de faune andine Eduardo Avaroa. La ville de Calama, désormais en territoire chilien, lui a aussi consacré une rue.
Une série de timbres arborant ses dernières paroles (le carajo final étant cependant escamoté) a également été mise en circulation par la poste bolivienne.
Le 23 mars, jour anniversaire de sa mort, est un jour férié en Bolivie nommé jour de la mer.